# Elliott Hills
Elliott Hills är en kulle i Antarktis. Den ligger i Västantarktis. Argentina, Chile och Storbritannien gör anspråk på området. Toppen på Elliott Hills är 1 422 meter över havet.
Terrängen runt Elliott Hills är huvudsakligen platt, men västerut är den kuperad. Terrängen runt Elliott Hills sluttar söderut. Trakten är obefolkad. Det finns inga samhällen i närheten.